# Strond
Strond – osada położona na wyspie Borðoy, w północnej części archipelagu Wysp Owczych. Należy do komuny Klaksvík. Pierwszy raz wymieniona na piśmie w 1584, ale około 1930 wyludniła się i od tamtej pory nikt tam nie mieszka. Miejsce jest najbardziej znane z elektrowni w Strond (wodnej i cieplnej), znajdującej się w Strond.